# Damenclub Amicitia
Der Damenclub Amicitia war die erste organisierte Gruppe für lesbische Frauen in der Schweiz. Er wurde im Sommer 1931 in Zürich gegründet, unter anderem von Laura Thoma und Anna Vock. Ursprünglich auch für heterosexuelle Frauen offen, wurde der Club unter Beibehaltung des Namens neu gegründet und beschränkte sich fortan auf lesbische Mitglieder.
Zusammen mit dem Herrenclub Excentric wurde die Zeitschrift Das Freundschaftsbanner, später Menschenrecht, herausgegeben.

## Entstehungsgeschichte
1931 veröffentlichte Laura Thoma in der deutschen Frauenzeitschrift Garçonne den Artikel «Eine Stimme aus der Schweiz». Darin thematisierte sie die gesellschaftliche Isolation lesbischer Frauen in der Schweiz sowie das Fehlen von Netzwerken und Zeitschriften als Anlaufstellen für lesbische Identität. Obwohl lesbisches Leben in der Schweiz nicht strafbar war, unterlag es einem starken gesellschaftlichen Stigma, das zu einem menschenunwürdigen Leben führte.
Zwei Ausgaben später erschien der anonyme Aufruf «Leidensgenossinnen in der Schweiz, vereinigt Euch!» (Garçonne, II/1931, S. 1), vermutlich verfasst von Thoma. Er forderte lesbische Frauen auf, sich «leidenschaftlich und kämpferisch» zusammenzuschliessen, um Begegnungen und Vernetzungen zu ermöglichen. Eine Kontaktaufnahme war über ein Zürcher Postfach möglich.
Die Verbreitung der Garçonne wurde in der Schweiz durch ein Aushängeverbot erschwert, das mit dem Schutz der Jugend vor «Schund» begründet wurde. In Ausgabe 21/1931 wandte sich Thoma entschieden gegen dieses Verbot und verteidigte die «edlen Ziele» der Zeitschrift. In derselben Ausgabe erschien ein Gedicht von Vogi (Pseudonym von Anna Vock), die später eine zentrale Rolle in der homosexuellen Frauenbewegung der Schweiz spielte.
Ab Ausgabe 23 wurde regelmässig die Kontaktadresse des Damenclubs Amicitia veröffentlicht. Thoma veröffentlichte in der Garçonne nicht nur journalistische Beiträge, sondern auch Lyrik, um das Interesse an einer Organisation für homosexuelle Frauen in der Schweiz zu wecken. Ein Protokollbuch gibt Einblicke in die Vorgeschichte und die Entwicklung des Vereins, die sich aus den Monatsversammlungen nachvollziehen lässt.

## Gründung
Im Sommer 1931 gründeten vier Frauen, darunter Laura Thoma und Anna Vock, den Damenclub Amicitia. Vock hatte zuvor in Berlin Veranstaltungen des Mon-Bijou-Clubs besucht und liess ihre Eindrücke aus der dortigen Subkultur in die Gestaltung des Zürcher Clubs einfliessen.
Der Name Amicitia wurde während der Gründungsversammlung von Anna Vock gewählt, möglicherweise inspiriert durch einen Berliner Damenverein desselben Namens, der im Freundschaftsblatt annonciert wurde (1926). Ein direkter Zusammenhang zwischen den Vereinen ist jedoch nicht nachgewiesen. Vock spielte eine zentrale Rolle bei der Gründung: Sie dokumentierte die Vorgeschichte, übernahm organisatorische Aufgaben und stellte ihre Wohnung für Treffen zur Verfügung. Zur Mitgliederwerbung schalteten die Gründerinnen eine Anzeige im Tagblatt der Stadt Zürich, formuliert in verklausulierter Sprache, um gezielt lesbische Frauen anzusprechen: «sich nach trauter Geselligkeit sehnende Damen». Die Wortwahl wird als eine Art Code gedeutet.
Die offizielle Versammlung fand am 6. oder 12. August 1931 im Zürcher Restaurant Zum Goldenen Löwen statt. Als Erkennungsmerkmal trugen drei Frauen eine Ausgabe der Garçonne unter dem Arm. Von den 21 Anwesenden waren sechs lesbisch. Während der Gründungsversammlung wurde Laura Thoma zur Präsidentin gewählt, Frau Beck (Vorname unbekannt) zur Kassenwartin und Anna Vock zur Schriftführerin. Zwei Beisitzerinnen ergänzten den Vorstand, und es wurde beschlossen, wöchentliche Treffen abzuhalten. Die Beteiligung heterosexueller Frauen führte später zu Spannungen und einem Rückgang des Interesses von lesbischen Frauen am Damenclub.

## Entwicklung und Zusammenschlüsse

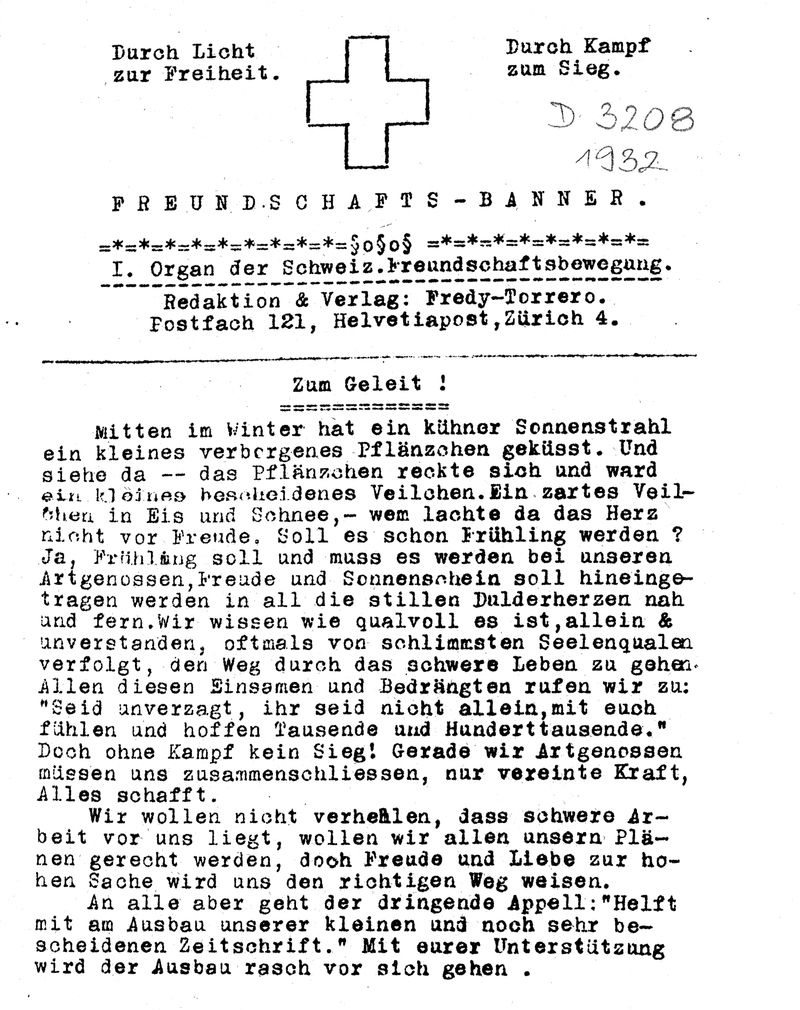
Titelblatt des Freundschaftsbanners

Der Damenclub Amicitia, zunächst offen für lesbische und heterosexuelle Frauen, verlor mit der Zeit Mitglieder, da ihre Interessen und Motive auseinandergingen. 1931 kam es zu Spannungen, woraufhin der Club mit dem «Herrenclub Excentric» fusionierte. Fortan durften die Frauen nur noch «Artgenossinnen» mitbringen, was zur Neugründung von Amicitia als rein lesbischem Club führte.
Die Zusammenarbeit mit Excentric war produktiv: Gemeinsam organisierten sie Veranstaltungen wie den Berchtoldsball 1932 und veröffentlichten die Zeitschrift Freundschaftsbanner, die später in Menschenrecht umbenannt wurde. Darin erschien die «Seite der Frau», auf der Lyrik und Prosa, vor allem von Laura «Fredy» Thoma, veröffentlicht wurden.
Nachdem Excentric 1932 aufgelöst worden war, entstand 1933 der Schweizer Freundschafts-Verband, in dem sich Amicitia und ehemalige Mitglieder anderer Clubs zusammenschlossen. Der Verband setzte sich für die Rechte homosexueller Menschen ein, organisierte Treffen und führte die Zeitschrift Freundschaftsbanner weiter. Seine Aktivitäten sind durch Protokolle und Polizeiüberwachung dokumentiert.

## Zeit des Nationalsozialismus
Ab April 1935 verschärfte sich die gesellschaftliche Lage für das Freundschaftsbanner zunehmend. Aufgrund drohender Verbote und der strafrechtlichen Verfolgung unter Paragraf 245 (Kuppelei) wurde die Veröffentlichungsform der Zeitschrift angepasst. Die Freundschaftsinserate, fester Bestandteil des Magazins, erschienen nun in einem separaten Korrespondenzblatt, das ausschliesslich Abonnentinnen und Abonnenten vorbehalten war und nicht an öffentlichen Verkaufsstellen ausgelegt wurde. Ein redaktioneller Hinweis stellte klar, dass die Inserate keinesfalls ausschliesslich der Suche nach Sexualpartnern dienten, sondern die freundschaftlichen Verbindungen und Interessen fördern sollten.
Die Vorwürfe gegen die Zeitschrift spitzten sich jedoch weiter zu. Ihr wurde unterstellt, «unsauberes Schrifttum» zu verbreiten und Werbung für «sittenwidriges Verhalten» zu machen, was strafrechtliche Konsequenzen nach sich ziehen konnte. Dennoch rief das Freundschaftsbanner seine Leserschaft wiederholt dazu auf, sich gegen Verleumdungen in der Presse zu wehren und für eine Entkriminalisierung der Homosexualität einzutreten. Am 3. Juli 1938 nahm das Schweizer Stimmvolk das neue Schweizerische Strafgesetzbuch an, das das Strafrecht bundesweit vereinheitlichte und die Strafbarkeit homosexueller Handlungen abschaffte.

## Gedenken
Seit September 2015 erinnern drei Gedenktafeln in Zürich an die Geschichte der LGBTI-Bewegung und die damit verbundene Repression. Ursprünglich an der Brunngasse 15 angebracht, wurden die Tafeln nach der Umbenennung des «Barfüssers» in Kweer im September 2022 an die Spitalgasse verlegt. Die Brunngasse war einst ein zentraler Treffpunkt der Szene, doch unter dem Vorwand des Jugendschutzes führte die Polizei regelmässig Razzien in den Lokalen durch, und Schwule, Lesben, Bisexuelle sowie Transpersonen waren staatlicher Repression und Diskriminierung ausgesetzt.
Die mittlere der drei Tafeln würdigt den Damenclub Amicitia, dessen erstes Treffen im August 1931 den Auftakt zur Organisierung lesbischer Frauen in Zürich markierte. Die Tafeln befinden sich als dauerhafte Installation am Eingang zum «Barfüsser», an dem sich bis 2006 Zürichs älteste Homo-Bar befand.